# Paesaggio sonoro
Per paesaggio sonoro, traduzione dall'inglese soundscape, si intende, nelle parole del compositore canadese Raymond Murray Schafer che coniò per primo l'espressione, "un qualsiasi campo di studio acustico [...], una composizione musicale, un programma radio o un ambiente".
Così inteso, si riferisce innanzitutto all'ambiente acustico naturale, consistente nei suoni delle forze della natura e degli animali, inclusi gli uomini. È il campo di studio del design acustico.
La teorizzazione del paesaggio sonoro è stata sviluppata dal World Soundscape Project, un progetto di ricerca condotto negli anni Settanta da Schafer alla Simon Fraser University.

## Elementi
Il paesaggio sonoro è composto da diversi elementi, come le toniche (keynote sounds), i segnali (sound signals) e le impronte sonore (soundmarks).
Tonica: è un termine musicale riconducibile all'armonia tonale che indica sia la prima nota di una scala, sia una funzione armonica di stasi. Nella terminologia elaborata dal World Soundscape Project sta ad indicare un suono che potrebbe non essere sempre udito coscientemente, ma che "evidenzia il carattere delle persone che vivono in quel luogo" (Schafer). Le toniche sono create ad esempio dalla natura: il vento, l'acqua, le foreste, gli uccelli, gli insetti, gli animali. In molte aree urbane il traffico è diventato una tonica.
Segnali: sono suoni in primo piano, uditi coscientemente. Ad esempio: dispositivi d'allarme, campane, fischietti, corni, sirene, ecc.
Impronte sonore: è un suono caratteristico di un'area. "Una volta che un'impronta sonora è stata identificata, meriterebbe di essere protetta, perché le impronte sonore rendono unica la vita acustica di una comunità" (Schafer).
I paesaggi sonori sono spesso utilizzati in performance musicali. soundscape composition è una composizione musicale elettroacustica che crea un ritratto sonoro di un ambiente acustico. Tra i compositori che hanno storicamente lavorato sul concetto di paesaggio sonoro: il pioniere della sintesi granulare in tempo reale Barry Truax, Luc Ferrari, la cui Presque rien, numéro 1 del 1970 (e in generale la sua musica aneddotica) può essere considerata come una delle prime opere di soundscape composition; tra le esperienze recenti quelle di Riccardo Piacentini, ideatore della foto-musica con foto-suoni per sonorizzazioni ambientali.